# Lidija Vasil'evna Lopuchova
Lidija Vasil'evna Lopuchova, dopo il secondo matrimonio nota come Lydia Lopokova Keynes e dal 1942 anche come 1ª baronessa Keynes di Tilton (in russo Лидия Васильевна Лопухова?; San Pietroburgo, 21 ottobre 1892 – Tilton, 8 giugno 1981), è stata una ballerina russa naturalizzata britannica.
Nel 1925 sposò il famoso economista John Maynard Keynes.

## Biografia
La Lopuchova nacque a San Pietroburgo. Suo padre lavorava come maschera in teatro: i suoi quattro figli divennero tutti ballerini in compagnie di balletto. Uno di loro, Fëdor Lopuchov, fu primo coreografo del teatro Mariinskij, dal 1922 al 1935 e dal 1951 al 1956.
Lidija studiò nella Scuola del balletto imperiale. Nel 1910 sì unì ai Balletti Russi, la celebre compagnia creata nel 1907 da Sergej Djagilev. Dopo breve tempo, al termine del tour estivo, lasciò la compagnia e partì per gli Stati Uniti dove rimase per sei anni.
Nel 1916 si unì di nuovo alla compagnia ed ebbe come partner Vaclav Nižinskij. Ballò a New York e più tardi a Londra. 
Dal 1917 al 1919 è stata nella compagnia dei Ballets Russes di Sergej Djagilev, danzando nei balletti di Léonid Mjasin Le donne di buon umore (nel ruolo di Mariuccia), Parade (l'acrobata) e in coppia con lo stesso Mjasin nel can-can della Boutique fantasque.
Quando il suo matrimonio con il suo impresario Randolfo Barrochi fallì nel 1919, la ballerina all'improvviso scomparve dalle scene. Nel 1921 decise di unirsi alla compagnia di Djagilev per la seconda volta e interpretò la Fata dei Lillà e la principessa Aurora ne La bella addormentata. In questo periodo divenne amica di Igor' Fëdorovič Stravinskij e di Pablo Picasso, che la ritrasse spesso.

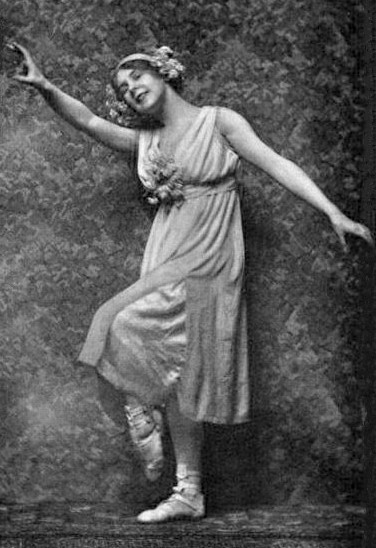
Lydia Lopokova nel 1912

A Londra conobbe il suo futuro marito, John Maynard Keynes che sposò nel 1925 non appena ottenne il divorzio da Barrochi. I due hanno avuto un matrimonio felice.
Benché Keynes fosse ben inserito nel Bloomsbury, la maggior parte dei componenti, come Virginia Woolf e Lytton Strachey, non accettarono mai Lidija, anche se lei godrà comunque dell'amicizia di T. S. Eliot.
All'interno del balletto inglese Lidija si esibì dal 1928 a Londra e Cambridge ed andò in onda sulla BBC. Visse con Keynes tra Londra, Cambridge e il Sussex fino alla morte di lui, nel 1946 e continuò a vivere in questi luoghi anche in seguito, ritiratasi dalla scena pubblica.
Lidija Lopuchova Keynes morì nel 1981 all'età di 88 anni.
La Lopuchova è rappresentata come Tersicore, la musa della danza, ne Il risveglio delle muse di Boris Anrep del 1933.
La sua biografia autorizzata è stata scritta da Milo Keynes, nipote di suo marito.

## Opere dedicate
Oltre alle varie biografie dedicate a suo marito John Maynard Keynes, ed in particolare quella di Robert Skidelsky, sono appare due biografie dedicate a lei.
- Milo Keynes, Lydia Lopokova (St. Martin's Press, London, 1983, ISBN 0312500394);
- Judith Mackrell, Bloomsbury Ballerina: Lydia Lopokova, Imperial Dancer and Mrs John Maynard Keynes (Weidenfeld, London, 2008, ISBN 0297849085).